# Tužno
Tuzno (actuellement Tužno, Cerje Tuzno, Cerje Tužno) est une ville de la République Croate (Republika Hrvatska).